# Richard Porson

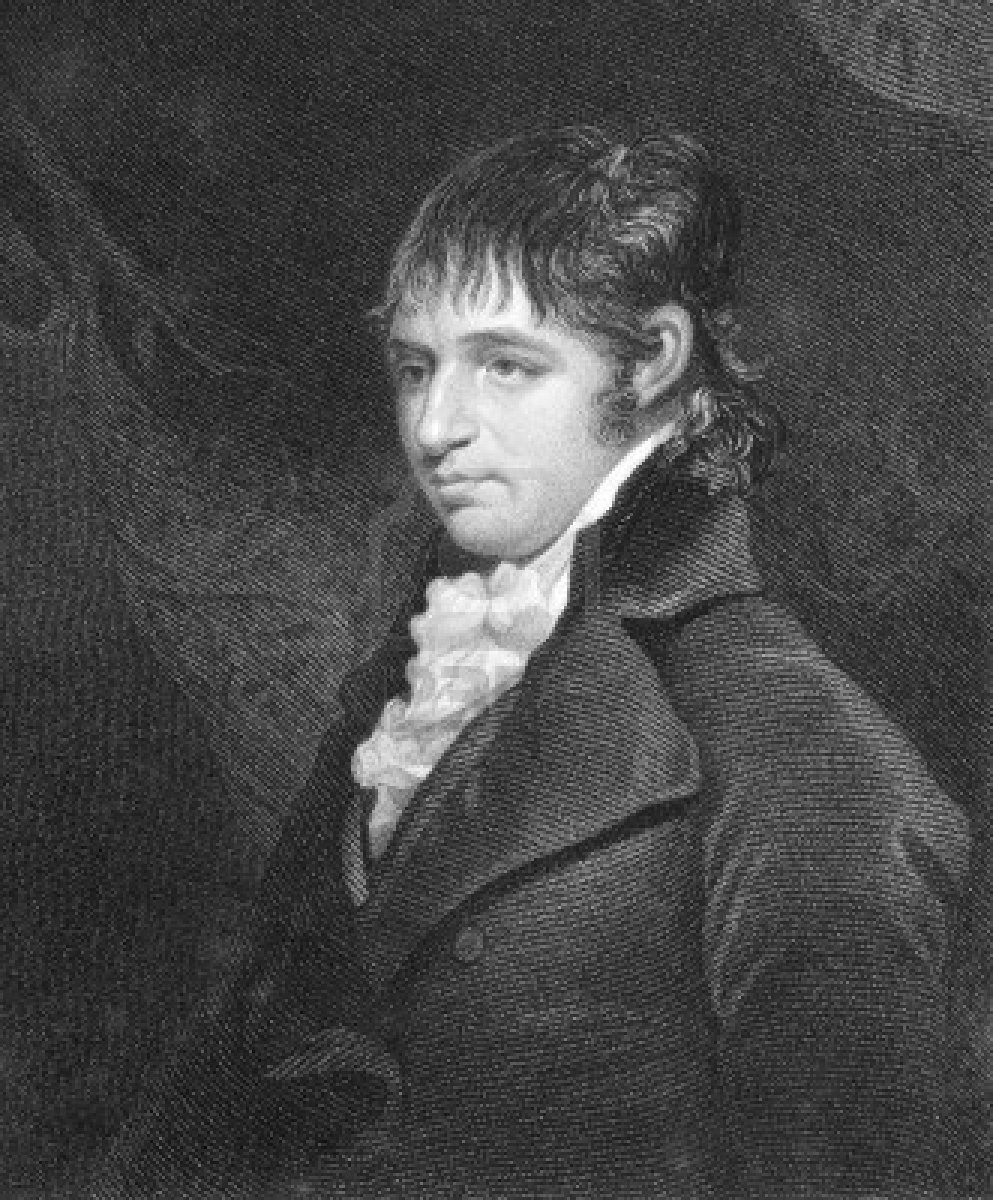
Richard Porson

Richard Porson (* 25. Dezember 1759 in East Ruston, Norfolk; † 25. September 1808 in London) war ein britischer Klassischer Philologe. Er ist besonders durch seine Forschungen zur Textkritik und Metrik der griechischen Tragiker bekannt.

## Leben
Richard Porson stammte aus bescheidenen Verhältnissen: Sein Vater war Weber und Gemeindediener, seine Mutter die Tochter eines Schusters. Durch seine überdurchschnittlichen Leistungen in der Dorfschule gewann er die Förderung eines örtlichen Grundbesitzers, der ihm den Besuch des Eton College von 1774 bis 1778 ermöglichte. Nach dem Schulabschluss studierte Porson Philologie am Trinity College in Cambridge, wo er 1782 den Bachelor-Abschluss und 1785 den Master-Abschluss erwarb. Unmittelbar nach seinem Studium wurde er zum Fellow des Colleges ernannt. Damit lebte er in gesicherten Verhältnissen und konnte sich der wissenschaftlichen Publikationstätigkeit widmen. Er verfasste zahlreiche Rezensionen, in denen er auf textkritische Probleme einging und zahlreiche korrupte Textstellen emendierte. Seine ersten größeren Veröffentlichungen waren eine Ausgabe der Anabasis Xenophons (1786) und die Notae breves ad Toupii emendationes in Suidam (1790) begründeten seinen landesweiten Ruhm als Textkritiker, der ihm auch im Ausland Anerkennung einbrachte. Während dieser Zeit trat er auch mit Edward Gibbon, Christian Gottlob Heyne und Gottfried Hermann in Kontakt.
Trotz seines internationalen Rufes als ausgezeichneter Forscher geriet Porsons akademische Laufbahn in Gefahr. Seine Fellowship wurde 1792 aufgekündigt, weil er nicht zum Priester geweiht worden war. Porson lehnte eine formale Priesterweihe aus Gewissensgründen ab und behielt nur den Lehrstuhl für Griechisch (Regius Professor of Greek), den er im selben Jahr erhalten hatte. Da Porson keine layman fellowship erhielt, zog er nach London und lebte dort als Privatgelehrter. Seinen Lebensunterhalt bestritt er aus Publikationen, aus Zuwendungen von Unterstützern und aus dem Gehalt seines Lehrstuhls in Cambridge (der ihm 40 £ im Jahr einbrachte). In Cambridge nahm Porson zwar noch jährlich Examensprüfungen ab, hielt aber keine Vorlesungen mehr. Seine Lage besserte sich erst 1806, als er als Bibliothekar an der neugegründeten London Institution angestellt wurde. Da Porson in diesem Amt keinerlei Pflichten hatte, sondern nur den Titel und die Einkünfte erhielt (Sinekure), war der Posten eine späte Auszeichnung für seine Leistungen als Wissenschaftler.
Porsons bleibendes Verdienst ist die textkritische Erforschung der griechischen Tragödie. Er gab anonym kritische Editionen der Tragödien des Aischylos (1795) und des Euripides heraus (Hekabe, 1797. Orestes, 1798. Phoenissai, 1799. Medea, 1801). In der zweiten Auflage seiner Hekabe-Edition (1802) formulierte er eine metrische Regel, die seither als Porsonsches Gesetz bekannt ist und einen grundsätzlichen metrischen Unterschied zwischen Tragödie und Komödie kennzeichnet.